# Peter Fey
Peter Fey (* 3. Mai 1928 in Jauer; † 2. Januar 2015 in Chemnitz) war ein deutscher Professor für Informationstechnik.

## Leben
Nach dem Abitur in Pößneck im Jahr 1946 und einer anschließenden Ausbildung zum Rundfunkmechaniker in Weimar studierte Peter Fey ab 1950 Elektrotechnik an der Technischen Hochschule Dresden.
Nach dem Abschluss des Studiums arbeitete er ab 1955 als Assistent am dortigen Institut für Hochfrequenztechnik.
Er promovierte 1961 mit dem Thema Ein Beitrag zur Theorie der Nachrichtenübertragung unter Berücksichtigung der Nichtlinearitäten.
Ab 1963 war er Direktor des Forschungsinstituts für Nachrichtentechnik INT in Berlin.
Im Jahr 1967 wurde Peter Fey zum nebenamtlichen Professor und 1969 zum ordentlichen Professor für Hochfrequenztechnik und Impulstechnik an die Technische Hochschule Karl-Marx-Stadt berufen.
1972 habilitierte er an der TU Dresden mit dem Thema Beiträge zur Theorie der Informationstechnik und ihrer Anwendungen. 1980 erhielt er den Vaterländischen Verdienstorden.
Fey war der erste Dekan der neugegründeten Fakultät Elektroingenieurwesen (EIW) an der TH Karl-Marx-Stadt von 1972 bis 1981. Anschließend war er von 1982 bis 1987 Direktor der Sektion Informationstechnik.
Peter Fey lebte in Chemnitz.

## Veröffentlichungen (Auswahl)
- Informationstheorie: Einführung in die statistische Theorie der elektrischen Nachrichtenübertragung, 3. Auflage, Akademie-Verlag Berlin, 1968.